# Marktplatz 6 (Weißenburg)

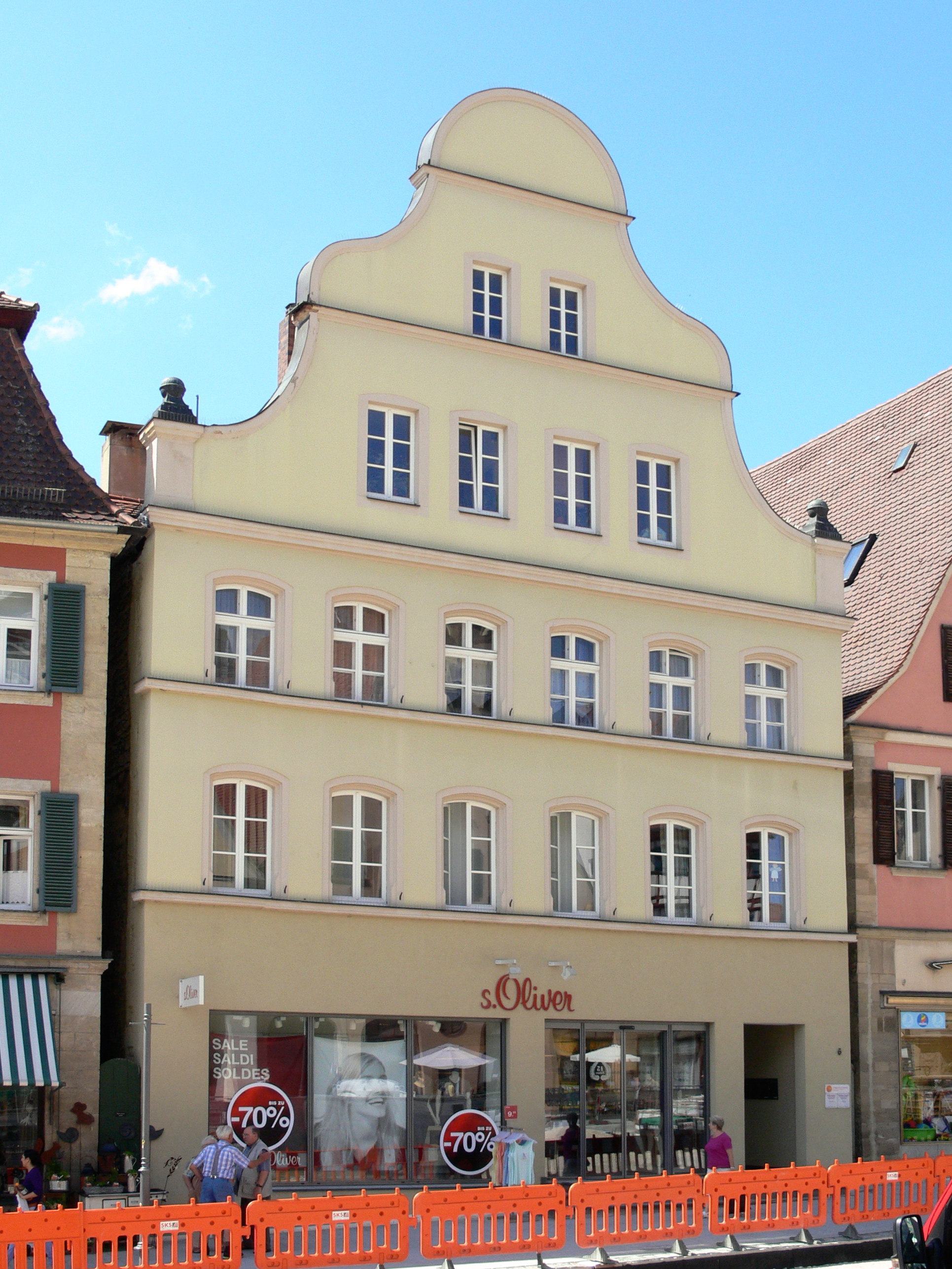
Ostseite mit Eingang

Das Haus am Marktplatz 6 ist ein denkmalgeschütztes Gebäude in der Altstadt von Weißenburg in Bayern. Das Gebäude ist unter der Denkmalnummer D-5-77-177-263 als Baudenkmal in die Bayerische Denkmalliste eingetragen.
Das Bauwerk steht umrahmt von weiteren Baudenkmälern unweit des Alten Rathauses an der Westseite des Marktplatzes auf einer Höhe von 423 Metern über NHN.
Am 2. April 1845 zerstörte ein Brand den Vorgängerbau, ein zweigeschossiges Fachwerkhaus mit hohem Satteldach, worin sich eine Brauereigaststätte befand. Noch im gleichen Jahr erfolgte die Errichtung des heutigen Gebäudes als Gaststätte Goldener Greif. Es ist dreigeschossig, sechsachsig und hat ein giebelständiges Satteldach. Die neobarocken Schweifgiebel kamen 1906/1907 hinzu, als der Walm entfernt wurde und ein Satteldach stattdessen gebaut wurde. Das Untergeschoss wurde als Bierkeller genutzt und ist massiv. Das Gebäude dient seit 1899 Ladenzwecken. 1982 wurde das Gebäude umgestaltet. Heute ist das Gebäude eine s.Oliver-Filiale. Das rückwärtige Nebengebäude stammt aus dem 17. oder 18. Jahrhundert.